# Mieszko (Beuthen)
Mieszko von Beuthen (auch Mestko/Mesko von Beuthen; polnisch Mieszko bytomski; tschechisch Měšek Bytomsko-Koselský ; * 1295/1300; † 1344 in Veszprém) war Herzog von Beuthen. 1328–1334 war er Bischof von Neutra und 1334–1344 Bischof von Veszprém sowie Prior der ungarischen Johanniterprovinz. Zudem war er Kanzler der ungarischen Königin Elisabeth. Er entstammte dem Beuthener Zweig der Schlesischen Piasten.

## Leben
Mieszko war der jüngste Sohn des Beuthener Herzogs Kasimir II. und der Helena, deren Herkunft nicht bekannt ist. Sie bestimmten ihn für die geistliche Laufbahn. Nach dem Tod seines Vaters 1312 behielten seine älteren Brüder die Besitzungen, die  ihnen noch zu seinen Lebzeiten des Vaters übertragen wurden: Boleslaus war Herzog  von Tost, Wladislaus war Herzog von Cosel, später auch von Beuthen und Ziemowit war zunächst Herzog von Beuthen und ab 1337 Herzog von Gleiwitz. Mieszko, der wahrscheinlich das Herzogtum Sewerien bekam, war bereits 1313 Mitglied des Johanniterordens und wurde zwei Jahre später Prior der ungarischen Johanniterprovinz.
Da Mieszkos Schwester Maria mit dem ungarischen König Karl I. Robert verheiratet war, unterhielten auch ihre Brüder gute Beziehungen zum ungarischen Königshof, mit dem sie auch nach Marias Tod 1317 verbunden blieben. Mieszkos Bruder Boleslaus lebte vermutlich seit 1315 am ungarischen Königshof und wurde 1321 zum Erzbischof von Gran ernannt. Kurz vor seinem Tod 1328 gelang es ihm, Mieszko auf den Bischofsstuhl von Neutra durchzusetzen, obwohl das dortige Domkapitel dagegen war. Vermutlich im selben Jahr verzichtete Mieszko auf das Amt des Johanniterpriors sowie zugunsten seines Bruders Wladislaus auf das Herzogtum Sewerien. Da der Widerstand des Neutraer Domkapitels gegen ihn auch in den nachfolgenden Jahren anhielt, gelangte er auf Empfehlung der ungarischen Königin Elisabeth 1334 auf den Bischofsstuhl von Veszprém. Im selben Jahr wurde er zum Kanzler der Königin Elisabeth ernannt. 1342 nahm er an der Krönung des ungarischen Königs Ludwig I. teil. Sein Leichnam wurde in der Kathedrale von Veszprém beigesetzt.